# Eoanthidium armaticeps
Eoanthidium armaticeps är en biart som först beskrevs av Heinrich Friese 1908.  Eoanthidium armaticeps ingår i släktet Eoanthidium och familjen buksamlarbin. Inga underarter finns listade i Catalogue of Life.